# Operação Prato
Operação Prato foi uma operação militar realizada pela Força Aérea Brasileira (FAB) para investigar alegações de Objetos voadores não identificados (OVNIs) na região do município de Colares, no Pará. A operação foi encerrada após 4 meses, e outras missões relacionadas foram realizadas durante o ano de 1978.
Os objetos observados nos registros militares receberam a alcunha de corpos luminosos e estavam associados a fenômenos relatados por moradores e autoridades, noticiados pela imprensa local, que alegavam supostos ataques à população. O fenômeno ficou conhecido pelo nome de chupa-chupa. Entre os meses de outubro e dezembro de 1977 foram realizadas duas missões pelos agentes de inteligência do serviço de informações e por uma equipe médica militar do I COMAR (Comandos Aéreos Regionais).[carece de fontes?] A operação teria sido encerrada oficialmente no final de dezembro de 1977, mas documentos oficiais indicam que outras missões com objetivo específico relacionadas a investigação de OVNIs foram realizadas durante o ano de 1978.
A Operação Prato surgiu dentro de um contexto mais amplo, onde uma grande onda de observações de OVNIs estava sendo relatada desde a Baixada Maranhense até a divisa com o estado do Pará, na região do Rio Gurupi e a cidade paraense de Viseu. A onda percorreu o litoral do Pará, chegando, em outubro, à Baía do Marajó e à capital, Belém. Durante o deslocamento do fenômeno OVNI, houve ampla cobertura da imprensa, do rádio e da televisão, que divulgaram histórias de encontros traumáticos desses objetos com habitantes de vilas e povoados, que causaram enorme terror entre as populações locais. O epicentro da onda ufológica está relacionado a um estranho incidente com alguns pescadores em fins de abril de 1977, na Ilha dos Caranguejos no Maranhão, com uma vítima fatal e outro gravemente ferido. Essa onda surgida no Maranhão, também foi acompanhada por outro serviço militar de informações subordinado ao 4.º Distrito Naval da Marinha do Brasil, que produziu informes de inteligência sem que tenha sido montada uma operação militar específica de investigação do fenômeno.[carece de fontes?] Também se envolveram nas investigações o extinto Serviço Nacional de Informações – SNI e o Centro de Informações de Segurança da Aeronáutica – CISA.[carece de fontes?]
Documentos oficiais, jornais da época e documentos militares vazados são os principais registros do período. O acervo oficial é composto por documentos liberados pela FAB e documentos do SNI liberados pelo Gabinete de Segurança Institucional da Presidência da República, todos sob guarda do Arquivo Nacional em Brasília.
No geral, a comunidade ufológica nacional acredita que os fenômenos investigados pela Operação Prato foram de origem extraterrestre e os queimados e vampirizados vítimas de experiências de seres alienígenas. Essa hipótese está amparada principalmente nas declarações de personagens importantes, como o chefe da Operação Prato e a médica da unidade de atendimento de Colares. Outros militares participantes da operação manifestaram opiniões diferentes, além de alguns personagens civis. Um número restrito de ufólogos e pesquisadores da comunidade ufológica defendem alternativas não extraterrestres. O fenômeno chupa-chupa estaria ligado a comportamentos sociais e a psique humanas e os fenômenos aéreos originados de uma operação aérea estrangeira ou de natureza terrestre ainda não esclarecida.

## Antecedentes

### Ilha dos Caranguejos
A Ilha dos Caranguejos está localizada na Baía de São Marcos, Maranhão, próxima à capital São Luís. É desabitada e sujeita a inundações pelas marés.
No dia 25 de abril de 1977, quatro homens se dirigiram a Ilha dos Caranguejos de barco, para a coleta de madeira. Após a coleta, por força das marés, precisariam esperar até a meia-noite para que a maré subisse novamente e o barco conseguisse navegar. Por volta das 20h foram dormir. Um deles, Apolinário, acordou às 5h e logo foi acudir Auleriano e Firmino, ambos reclamando de dor. Apresentavam queimaduras de segundo grau. O quarto homem, José, deitado na rede, estava morto. Apolinário levou-os para o continente. A polícia maranhense investigou o caso e nunca chegou a uma conclusão. Os três sobreviventes nunca lembraram dos acontecimentos daquela madrugada, mesmo após hipnose regressiva pelo doutor Sílvio Lago. A única referência do causador da tragédia foi atribuída a um dos sobreviventes que teria dito a um dos médicos do hospital no qual foi atendido que "viu um fogo", desmaiando em seguida.
O Instituto Médico Legal do Maranhão determinou a morte de José por hipertensão arterial, gerando um acidente vascular cerebral, devido a choque emocional. Os ferimentos de Firmino e Auleriano foram comprovados em corpo de delito.
A imprensa maranhense rapidamente noticiou a tragédia. O Jornal Pequeno, em 29 de abril de 1977, publicou: “Misterioso acontecimento na Ilha dos Caranguejos”. O Estado do Maranhão, em 1.º de maio, destacou: “Sobreviventes do mistério da Ilha dos Caranguejos estão incomunicáveis”. O mesmo jornal, em dias posteriores, continuou a dar cobertura ao caso.
O jornal O Liberal de Belém, Pará, associou o caso às estranhas luzes voadoras não identificadas sobre municípios do Maranhão. Registrou também que os noticiários de televisão da capital São Luís divulgavam as ocorrências das estranhas luzes em Cajapió. E mais, conta uma história detalhada sobre o que ocorreu no barco, sobre uma luz brilhante que invadiu o porão da embarcação, vinda de um "objeto volumoso e pesado", contrastando com os depoimentos conhecidos dos sobreviventes de que nada lembram dos acontecimentos daquela noite.
Duas hipóteses surgiram na época para explicar o caso: algum tipo de descarga elétrica de fenômeno atmosférico, como um raio, defendido por médicos e policiais ou a ação mortal das luzes voadoras, os famosos discos voadores.

### Medo e pavor em Viseu
O município de Viseu no Pará, localiza-se às margens do Rio Gurupi, fronteira natural entre os estados do Pará e Maranhão. A imprensa também registra nesse município o aparecimento de luzes no céu e supostos ataques com raios à população, além da presença de uma entidade capaz de sugar sangue de suas vítimas. O período temporal das notícias no Pará coincide com o das publicadas no Maranhão. Em 10 de julho de 1977, várias histórias foram publicadas sobre a "lanterna com luz forte" que rondava os arredores de Viseu, como Curupati, Urumajó e Itaçu; por exemplo, a de dois moradores mortos após serem chupados por uma luz voadora, mas o delegado e um deputado esclareciam que ninguém sabia informar a identidade das vítimas.
No dia 11 de julho de 1977, uma extensa matéria é publicada com diversas histórias. Na Vila do Piriá, a 14 km de Viseu, "a luz do Diabo" causou uma doença num morador, acabando com sua vitalidade. Informava que dezenas de caboclos do lugar haviam vivido aventuras com a luz voadora. Na Vila do Itaçu, 15 km de Viseu, ninguém havia visto a luz, mas todos acreditavam. Em Viseu, um menino de nove anos teria sido envolvido por uma luz amarela que depois subiu ao céu em velocidade vertiginosa, tendo ficado acamado por três dias com tremores e febre. Dois pescadores teriam visto um "tamborão" luminoso e voador se aproximar da canoa onde estavam. Um caçador teria sido atingido pela luz  em seu braço, dizendo que ela parecia furar sua carne e osso "e sentiu que toda a sua vitalidade estava sendo sugada".

### Baixada Maranhense
O jornal O Estado do Maranhão no dia 14 de julho de 1977 noticiou encontros com estranhas luzes voadoras relatados pela população da Baixada Maranhense, microrregião com 21 municípios, geograficamente próxima à ilha dos Caranguejos. No município de São Bento, um lavrador viu um misterioso objeto que de tão luminoso caiu do cavalo e desmaiou. Na Fazenda Ariquipa, um homem foi queimado por uma tocha vinda de uma grande bola. Em Bom Jardim, uma mulher teria sido atingida por um raio emitido por uma bola de fogo e desmaiou, sem queimaduras.
No município de Pinheiro uma viatura policial foi perseguida por um OVNI que emitiu sinais luminosos, interpretados como uma tentativa de comunicação. No município de São Vicente Ferrer, o delegado teria sacado um revólver para atirar num OVNI sobre sua residência, mas a forte luz emitida o impediu.
Na capital federal, o Jornal de Brasília, no dia 30 de julho de 1977, trazia informações, dando conta da extensa área geográfica onde haviam sido observadas luzes no céu. Habitantes dos municípios de Peri Mirim, São Bento, Santa Helena, Pinheiro, Guimarães e Bequimão na Baixada Maranhense sofriam crises nervosas. O líder do Governo na Assembleia Legislativa do Maranhão, conta que ele e mais cem pessoas teriam visto um ponto de luz irradiando focos de luz no Porto de Itaúna e que os "lavradores temem também ser vítimas da luz que queima e adoece a quem ela atinge". O deputado estadual, porém, alertou não haver registro de queimaduras. A notícia finalizou com uma estimativa grandiosa do Coordenador de Segurança do Estado: 50% da população da Baixada Maranhense já teria visto o “estranho objeto”.

## Fenômenos na Baía do Marajó
Entre o município de Viseu e a Baía do Marajó temos uma extensa faixa de litoral, pelo qual as luzes voadoras foram deixando rastros. Antes de chegar à Baía, há registros de observações e ataques de raios de luz em vários municípios, como Quatipuru e Maracanã, situados no Pará.[carece de fontes?]
Em 18 de outubro de 1977, a população do município de Vigia, 99 km de Belém, presenciou às 18h45min o ostensivo surgimento de objetos cruzando o céu, causadores, aparentemente, de um apagão de energia elétrica. O prefeito relata ter ouvido rumores nas ruas “dando conta que um objeto estranho cruzava os céus em espantosa velocidade e lançando uma luz amarela. Como já tivesse ouvido falar na aparição desses objetos, correu até a janela de sua casa, divisando então a olho nu quando um subia da Ilha de Tapará, que fica localizada por trás da cidade, sem ruídos e sem deixar rastros tomava rumo do povoado de Santo Antônio de Ubintuba”. A reportagem de 20 de outubro de 1977 do jornal A Província do Pará sobre objetos sobrevoando Vigia e sobre o desespero reinante no povoado de Santo Antônio do Ubintuba ("Ubintuba pode ser abandonada”), acrescida da manifestação do prefeito claramente a favor da ajuda militar, coloca em cena o Primeiro Comando Aéreo Regional, o I COMAR, órgão da Força Aérea Brasileira, sediado em Belém.

## Registros militares
O acervo documental da Operação Prato é composto por documentos oficiais liberados pela Força Aérea Brasileira - FAB, documentos do Serviço Nacional de Informações - SNI liberados pelo Gabinete de Segurança Institucional da Presidência da República - GSI, todos sob guarda do Arquivo Nacional, e centenas de páginas de documentos, como relatórios e imagens fotográficas, vazadas ao público principalmente nas décadas de 80 e 90 do século passado e mais recentemente em 2017. O primeiro documento vazado foi publicado pela revista UFO Documento em setembro de 1991. Essas páginas hoje são identificadas como o relatório da Primeira Missão, realizada entre 20 de outubro a 11 de novembro de 1977. A FAB abriu uma investigação, chegando a atribuir ao sargento Flávio Costa, um  agente de informações do I COMAR, que participou ativamente da operação e que estava na reserva desde 1984, a responsabilidade pelo vazamento.[carece de fontes?] Outra grande quantidade de documentos, entre relatórios, croquis e desenhos foram vazados nos anos seguintes por Ademar José Gevaerd, chairman da Revista UFO. Em 2017 o site BURN publicou uma coleção de fotografias e fotogramas de filmes Super-8 feitos pelos militares e pela imprensa paraense.
Em 2004, uma campanha pela liberação de informações sobre objetos voadores não identificados recolheu milhares de assinaturas, capitaneada pela Comissão Brasileira de Ufólogos – CBU.
No dia 5 de maio de 2008, foi encaminhado ao Ministério da Defesa ofício do Subchefe para Assuntos Jurídicos da Casa Civil da Presidência da República, recomendando providências para acesso público à documentação referente a OVNIs, conforme solicitação da CBU, que fosse passível de desclassificação de seu grau de sigilo ou material não sigiloso ou que tivesse sido vencido seu prazo de sigilo, e posterior envio ao Arquivo Nacional. Em 23 de abril de 2009, o Centro de Documentação da Aeronáutica - CENDOC, enviou ao Arquivo Nacional no Distrito Federal os primeiros documentos sobre a operação militar no Pará. Os documentos recebidos pelo Arquivo Nacional são organizados em fundos. Um deles passou a ser o fundo BR DFANBSB ARX – Objeto Voador Não Identificado (OVNI). Ele está associado ao órgão FAB-CENDOC. Ainda em 2009, o GSI, liberou dezenas de páginas de documentos do antigo SNI sobre a operação no Pará.  Entre eles um informe da Agência de Belém para a Agência Central do SNI em Brasília sobre a Operação Prato. Uma observação importante: os arquivos GSI/SNI não estão na base de dados do Sistema de Informações do Arquivo Nacional – SIAN, portanto, não podem ser acessados eletronicamente como os demais documentos. Eles não pertencem ao fundo OVNI/FAB-CENDOC. Eles são atrelados ao SNI e a ditadura, que é um outro fundo ainda não disponível no SIAN. No entanto, os arquivos do GSI/SNI podem ser acessados no site de Fernando Rodrigues no UOL. O lote GSI/SNI continha várias páginas iguais ou semelhantes àquelas existentes nos relatórios vazados, confirmando a autenticidade de muitas delas.
O principal documento liberado pelas autoridades chama-se Registros de Observações de OVNI, uma coletânea de 130 registros, emitido pelo I COMAR e enviado ao Estado-Maior da Aeronáutica em fevereiro de 1979. Um cruzamento desses registros oficiais com existentes em documento vazado, denominado Resumo Sintético Cronológico, onde estão relacionadas 284 observações militares e relatos de civis, permite obter 99,2% de comparações positivas entre os documentos nas datas e horários, com descrições entre idênticas e muito semelhantes, com apenas um registro em cento e trinta sem seu par correspondente. Outro cruzamento, desta vez de um subconjunto de 122 observações militares de 1977 do vazado Resumo Sintético Cronológico com seus pares registrados nos relatórios de missão vazados, obtêm-se uma correspondência 94,2% de comparações positivas.[carece de fontes?]
Em outubro de 2007, o filho do sargento Flávio Costa, Fernando, declarou que foi responsável pela manipulação e ampliação de pontos luminosos em filmes fotográficos da operação de modo a parecerem discos voadores, durante o processo de revelação no laboratório fotográfico improvisado na residência de seu pai, na Vila Militar.

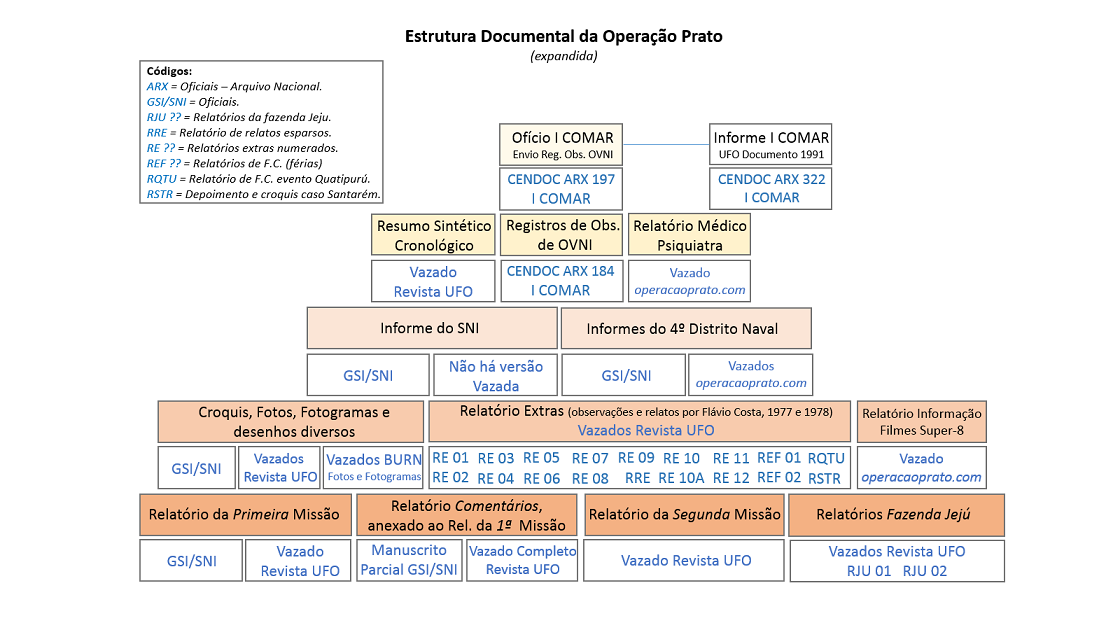
Estrutura Documental da Operação Prato.

A coletânea dos registros de observações realizadas pelos agentes da 2ª Seção, pelos informantes civis e informantes militares registrados nos documentos Resumo Sintético Cronológico (vazado) e o Registros de Observações de OVNI (oficial), incluem, além do período clássico da Operação Prato, período posterior de monitoramento do I COMAR, finalizado em novembro de 1978. O primeiro é o conjunto total de observações, incluindo satélites artificiais. O segundo, um extrato particular dos objetos observados, considerados relevantes e não identificados.[carece de fontes?]

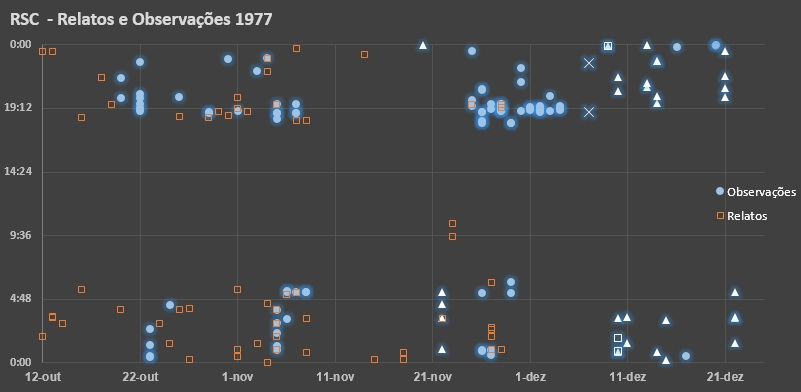
Gráfico com dados do documento Resumo Sintético-Cronológico do I COMAR, contendo relatos e observações entre 12 de outubro e dezembro de 1977. As esferas azuis representam observações militares nas quais ao menos um agente da equipe A2 esteve presente, com ou sem acompanhamento de civis. Os quadrados laranjas indicam observações relatadas por civis aos agentes do A2. Os triângulos correspondem a um subconjunto das observações militares, provenientes dos relatórios complementares do sargento Flávio Costa. As marcações em "X" representam observações realizadas por Hollanda e por civis na Baía do Sol. Por fim, os quadrados brancos vazados correspondem às observações da equipe A2 no rio Içui-Guajará.

| Documento                                                | Total Registros | 1977 | 1978 |
| -------------------------------------------------------- | --------------- | ---- | ---- |
| Resumo Sintético-Cronológico                             | 284             | 195  | 89   |
| Registros de Observações de OVNI (documento oficial FAB) | 130             | 82   | 48   |

## Primeira missão militar: 20 de outubro a 11 de novembro de 1977
No dia 20 de outubro de 1977, uma equipe de três agentes da seção de informações do I COMAR, conhecida como 2ª Seção ou A2, saiu de Belém em direção ao município de Santo Antônio do Tauá, distante cerca de 60 km da capital. Essa equipe era formada pelo sargento João Flávio de Freitas Costa, coordenador da equipe, que usava o codinome Ernesto,[carece de fontes?] o sargento Moacir Neves de Almeida, usando o codinome Luciano e o sargento Álvaro Pinto dos Santos, usando o codinome Gualter.[carece de fontes?] Estavam subordinados ao Chefe da 2ª Seção, o coronel Camillo Ferraz de Barros, que por sua vez era subordinado ao comandante do I COMAR, o brigadeiro Protásio Lopes de Oliveira, que foi quem decidiu pela investigação e envolvimento do setor de inteligência, após solicitação de prefeitos.[carece de fontes?] Estavam em automóvel descaracterizado, sem uniformes e não estavam armados. Carregavam alguns equipamentos: rádios portáteis, uma máquina fotográfica Minolta SRT 101, com teleobjetiva e zoom 100/200 mm, binóculo de 5x, teodolito meteorológico e gravador.[carece de fontes?] No transcorrer da operação se juntaram a equipe de campo o próprio coronel Camillo e entre os dias 26 e 27 de outubro dois médicos da aeronáutica chegaram a cidade de Colares, o tenente-coronel médico Dr. Pedro Ernesto Póvoa e o Dr. Augusto Sergio Santos de Almeida. A base de operações se estabeleceu definitivamente em Colares no dia 29 de outubro. A moradia utilizada pelos agentes era uma casa de um primo do sargento Flávio Costa. Dormiam de dia e faziam vigílias a noite. Usavam uma viatura Variant descaracterizada ou automóveis particulares dos próprios agentes.[carece de fontes?] No dia 01 de novembro assumiu a chefia operacional da missão, o então capitão Uyrangê Hollanda. Nesse mesmo dia se juntaram a missão mais quatro militares, os oficiais Gonçalves e Kuster e os sargentos Roberto e Dourado, que tripulavam um helicóptero Bell UH-1H que seria usado para um teste junto a população, idealizado pelo coronel Camillo: a ideia era saber se as pessoas iriam confundir a aeronave em voo com as luzes voadoras, tendo resultado no reconhecimento pela população da natureza da aeronave, sem qualquer confusão.[carece de fontes?] Foi o dia de maior contingente militar registrado na documentação da Operação Prato: o chefe da 2ª Seção, o chefe da operação, uma equipe de três sargentos da 2ª Seção e os quatro tripulantes do helicóptero.[carece de fontes?]
No relatório vazado intitulado "Aspecto Psico-Social e Econômico", o sargento Flávio Costa fez uma descrição de como os moradores de Colares estavam sendo afetados. Conta dos ataques com foco de luz, a “histeria coletiva” em que se encontrava a população e as constantes procissões de moradores soltando fogos e tiros para afugentar as luzes. Em resumo, a sociedade local estava apavorada. Também deixou claro o papel negativo da imprensa na criação do chupa-chupa: “do monstro criado pela imprensa”. Segundo o relatório a região “(...) tem por habitantes pessoas de índice cultural, socioeconômico e sanitário dos mais baixos, aliados a crendices e formação simples, facilmente influenciados pelos meios de comunicação (...)". Reconheceu que a presença dos objetos é patente e que “estes corpos e luzes, são: - INTELIGENTEMENTE DIRIGIDOS”.[carece de fontes?]

### Observações militares
Na tabela abaixo, todas as observações militares da Equipe A2/I COMAR ocorridas durante a primeira missão e lançadas no documento resumo Registro de Observações de OVNI, enviado ao Estado-Maior da Aeronáutica em 1979. Com exceção do registro 11, ocorrido em Vigia (Santo Antonio de Ubintuba), todos os demais tiveram como local de observação a cidade de Colares.

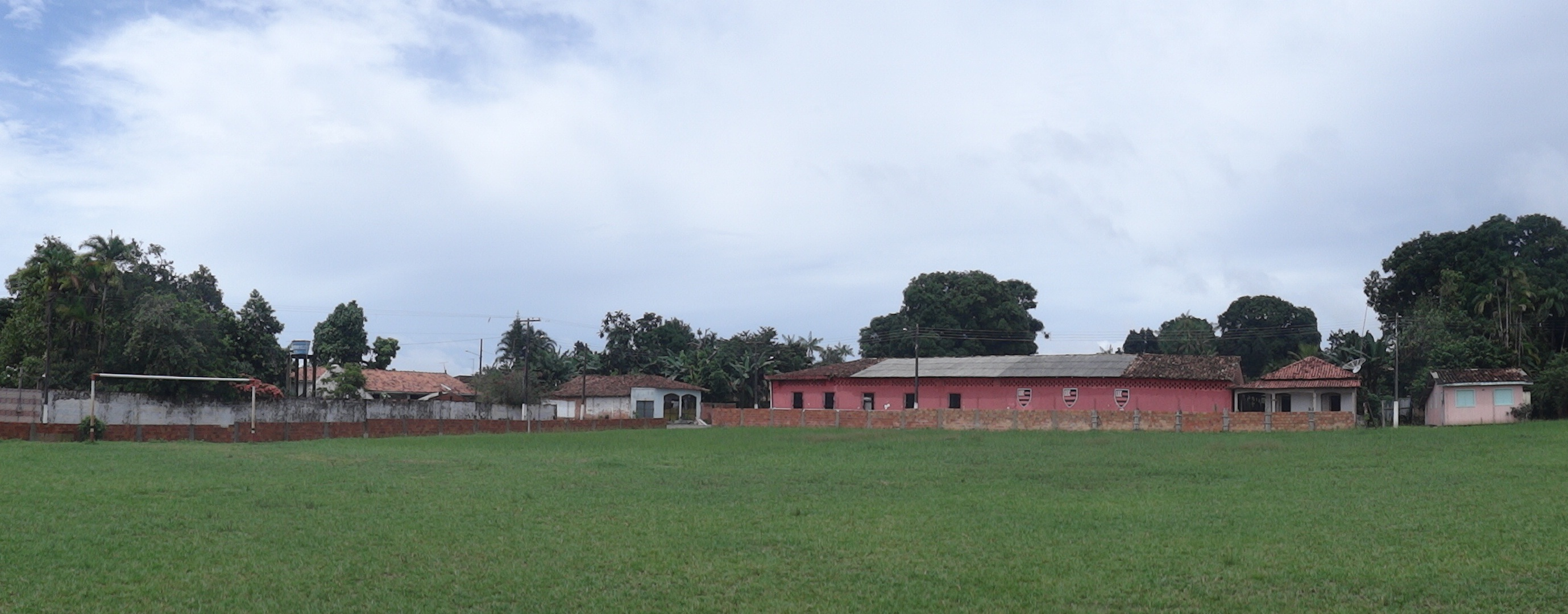
Colares, Campo do Luzío – Local do registro 28 – Registros de Observações de OVNI – I COMAR.

| Reg | Data/Hora      | Forma                                                      | Cor                                     | Distancia (m) | Altitude (m)  | Velocidade                          | Tamanho Aparente (cm)           | Classificação Vallee |
| --- | -------------- | ---------------------------------------------------------- | --------------------------------------- | ------------- | ------------- | ----------------------------------- | ------------------------------- | -------------------- |
| 11  | 22/10/77 20:15 | Indefinida                                                 | Amarela avermelhada                     | 5.000         | 1.200         | Supersônica                         | 2,5                             | Sobrevoo-01          |
| 16  | 01/11/77 19:00 | Indefinida, com semi-circulo avermelhado na parte superior | Amarela (âmbar ou quartzo-iodo)         | 2.000         | 2.000         | 800 km/h e supersônica              | 8                               | Manobra-01           |
| 18  | 04/11/77 23:00 | Indefinida                                                 | Amarela avermelhada                     | 15.000        | 4.000         | Variável                            | 3                               | Sobrevoo-01          |
| 19  | 05/11/77 01:00 | Indefinida                                                 | Amarela avermelhada                     | 15.000        | 2.000         | <300 km/h                           | 3                               | Manobra-01           |
| 20  | 05/11/77 02:15 | Circular                                                   | Azulada                                 | 8.000         | Acima da água | >300 km/h                           | Luminosidade refletida variável | Sobrevoo-01          |
| 23  | 05/11/77 03:00 | Indefinida                                                 | Avermelhada                             | 5.000         | 100           | Variável                            | 8-10                            | Sobrevoo-01          |
| 24  | 05/11/77 18:26 | Indefinida                                                 | Amarela avermelhada                     | 1.500         | 1.200         | >300 km/h                           | 2,5                             | Sobrevoo-02          |
| 27  | 06/11/77 05:20 | Indefinida                                                 | Amarela avermelhada e lampejos azulados | Variável, 500 | Variável, 200 | Variável e supersônica              | 10                              | Manobra-01           |
| 28  | 06/11/77 05:25 | Indefinida                                                 | Amarela avermelhada                     | 800           | 1.500         | Supersônica                         | 3                               | Manobra-01           |
| 31  | 07/11/77 05:20 | Indefinida                                                 | Amarela, com lampejos azulados          | 1.500         | 1.200         | 500 km/h                            | 5                               | Manobra-01           |
| 32  | 08/11/77 05:20 | Indefinida                                                 | Amarela clara                           | 10.000        | 6.000         | Supersônica                         | 1                               | Manobra-01           |
| 34  | 08/11/77 05:21 | Circular                                                   | Amarela avermelhada                     | 1.200         | 500           | Estacionária (surgiu e desapareceu) | 10                              | Manobra-01           |

### Depoimentos relevantes
Foram colhidos depoimentos de trinta e nove pessoas nas localidades de Colares, Tauá e Vigia.[carece de fontes?] Os agentes utilizaram uma classificação que cruza a qualidade da fonte com a exatidão dos dados para realizar uma avaliação da testemunha e do relato, esse sistema foi utilizado pelo extinto Serviço Federal de Informações e Contrainformação - Sfici.[carece de fontes?] Na tabela abaixo, alguns desses casos lançados no documento resumo do I COMAR Registro de Observações de OVNI enviado ao Estado-Maior da Aeronáutica em 1979, complementados por testemunhos lançados nos relatórios operacionais (vazados) da primeira missão.[carece de fontes?]

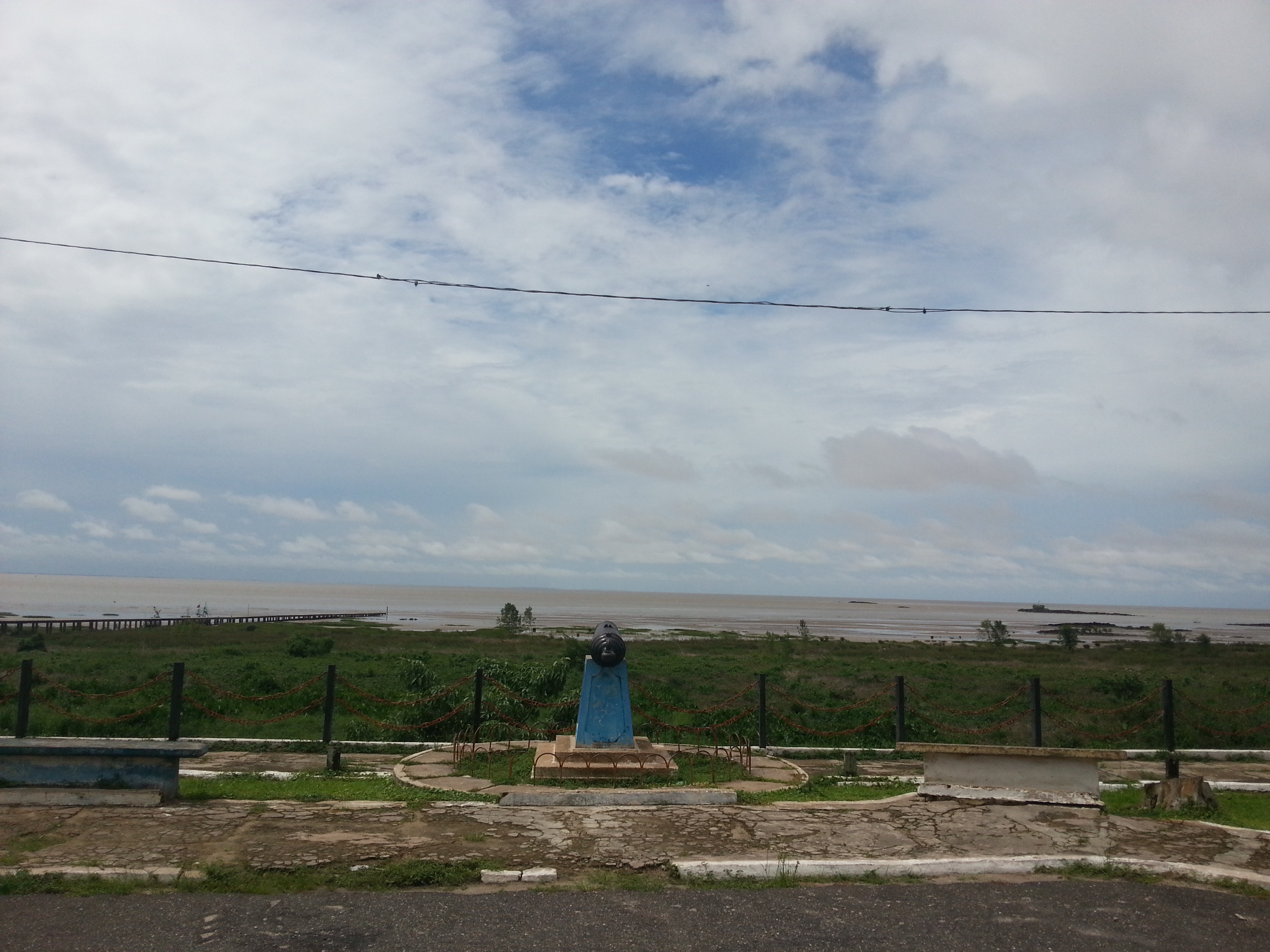
Colares, Baía do Marajó — Local do registro 4 do Registro de Observações de OVNI – I COMAR.

| Reg | Data Hora      | Local   | Forma                                      | Cor                                                                                    | Dist. (m) | Altit. (m) | Tam. (m) | Efeito Físico                         | Depoente Classificação Fonte                                            | Classif. Vallee |
| --- | -------------- | ------- | ------------------------------------------ | -------------------------------------------------------------------------------------- | --------- | ---------- | -------- | ------------------------------------- | ----------------------------------------------------------------------- | --------------- |
| 1   | 02/09/77 22:00 | Tauá    | Prato invertido com vértice parte inferior | Amarela mudou para vermelha Parecia vidro azulado com luz vermelha no vértice inferior | 50        | 30         | 1,3-4    | Nenhum                                | Sra. Amélia, 77, alfabetizada Idônea, provavelmente verdadeiro          | CE-I            |
| 3   | 12/10/77 02:00 | Tauá    | Circular                                   | Azul com listras pretas Raio vermelho                                                  | 20        | 20         | 1,4      | Paralisia Calor Choque elétrico       | Sr. Manoel, 38, analfabeto Razoavelmente idôneo, possivelmente duvidoso | CE-III          |
| 4   | 13/10/77 03:25 | Colares | Indefinida                                 | Avermelhada (superior) / azul esverdeada (inferior)                                    | 75        | 20         | 0,5      | Nenhum                                | Alfredo de La Ó, 48, padre Idônea, provavelmente verdadeiro             | CE-I            |
| 7   | 16/10/77 05:30 | Vigia   | Circular, como uma arraia                  | Amarela avermelhada, com a cauda multicor                                              | 40        | 10         | 1,5      | Tremores Dor de cabeça Entorpecimento | Sr. Raimundo, 48, analfabeto Idônea, possivelmente duvidoso             | CE-II           |
| 8   | 16/10/77 18:30 | Colares | Cilíndrica                                 | Cinza                                                                                  | 1.500     | 100        | 2-3      | Nenhum                                | Dra. Wellaide, 24, médica Razoavelmente idônea, possivelmente duvidoso  | CE-I            |

### Efeitos físicos em humanos
Nos primeiros dias, realizaram várias entrevistas com habitantes dos municípios de Tauá e Colares, bem como de povoados do município de Vigia, tais como Santo Antônio do Ubintuba, Vila Nova do Ubintuba e Paraíso do Ubintuba. Foram entrevistados ao todo trinta e nove moradores, que relataram a presença de corpos luminosos voadores, e que algumas vezes atiravam raios paralisantes contra suas vítimas.[carece de fontes?] Uma das entrevistas foi com a médica da Unidade Sanitária de Colares, Dra. Wellaide Cecim Carvalho de Oliveira, que declarou:
O ufólogo e astrofísico Jacques Vallée em sua viagem ao Brasil no ano de 1988, entrevistou a Dra. Wellaide Cecim, que relatou um amplo espectro de sintomas clínicos, como: fraqueza, tonturas, dor de cabeça, tremores, palidez, pressão baixa, anemia, pele enegrecida com diversos círculos vermelho-arroxeados (onde atingida pela luz), duas marcas de picada dentro das marcas vermelhas, pelos não cresciam mais na região afetada, náusea ou diarreia..
Utilizando os registros militares do relatório vazado da primeira missão, foram catalogados os seguintes efeitos físicos e número de ocorrências:[carece de fontes?]
- Paralisia ou Amortecimento: 12 cada;
- Tremores: 08;
- Dor de cabeça ou Calafrios: 07 cada;
- Rouquidão: 06;
- Calor: 05;
- Choque elétrico: 04;
- Entorpecimento ou Queimadura: 03 cada;
- Compressão: 02;
- Dor nos olhos, ou Dor na nuca, ou Perda de sangue, ou Dor muscular: 01 cada.

A médica ao longo dos anos deu várias entrevistas para a mídia escrita e televisiva, ampliando significativamente o escopo de suas declarações de 1977, agregando novas informações e percepções pessoais.

### Relatório Médico Militar
Entre os dias 26 e 27 de outubro de 1977 uma equipe medica integrada pelo então 1ª tenente médico da Aeronáutica Dr. Pedro Ernesto Póvoa e pelo Aspirante-a-oficial médico da Aeronáutica Dr. Augusto Sergio de Almeida realizaram uma missão com o objetivo de "verificar o estado médico-psicológico das populações examinadas na operação (Prato).". A missão produziu o documento Relatório da Missão Médico-Psiquiatra na Operação Prato, que dedicou grande parte de seu conteúdo a descrição do exame de duas possíveis vítimas de ataques das luzes dos chupa-chupa. Esses registros representam os únicos diagnósticos individualizados registrados na operação até o momento. Segundo os médicos, as duas mulheres foram examinadas logo após declararem “(...) ter acabado de sofrer efeitos dos raios vindos do firmamento (...)”. Vários dos sintomas apresentados pelas duas mulheres foram atribuídos a reações fisiológicas normais em situações de estresse. O médicos declaram no relatório: “(...) os sintomas referidos por estas 2 pessoas (...) trata-se de uma reação fisiologicamente normal, denominada descarga adrenérgica, que acomete pessoas diante de ocasiões de luta, fuga ou medo. (...) esses sintomas são transmitidos de boca-em-boca, e, de forma epidêmica ‘compartilhado’ por todos os moradores, circulando um clima de histeria coletiva.”. A explicação científica para o fenômeno que atingiu a região é dada na conclusão do documento: “(...) o que as pessoas acham que é o resultado da ação de raios luminosos de OVNI, trata-se de reações normais do organismo, causadas por medo do desconhecido.”.[carece de fontes?]

## Informe do SNI de Belém
A Agência do SNI em Belém enviou documento confidencial de cinco folhas a Agência Central do SNI em Brasília, datado de 9 de novembro de 1977, sobre informações relativas a “Objetos Voadores Não Identificados – OVNI”, difundindo os primeiros dados das investigações que estavam sendo conduzidas pela 2ª Seção do I COMAR.
O informe fez uma introdução ao assunto OVNI, e relatou fenômenos dessa categoria em municípios do Pará. Atribuiu o clima de tensão entre a população ao misticismo das empobrecidas regiões afetadas. Informou que o I COMAR coletou relatos sobre luzes em voo e focos de luz dirigidos sobre pessoas. O documento continuou com outros informes: que a equipe da 2ª Seção montou posto de vigia para fotografar a luz e registrou objeto a três mil metros de altitude e velocidade de 30.000 km/h. As luzes foram várias vezes fotografadas e delas pouco se concluiu, parecendo haver confusão na equipe sobre isso. Conta que o chefe da equipe identificou a foto que mais impressionou a todos como a estrela Dalva (Vênus), levando o próprio a duvidar das demais fotos como sendo de OVNI. Ainda, não havia consenso entre a equipe “sobre o que foi visto”, mas a reserva poderia ser fruto de não se querer “cair no ridículo, perante os colegas”. Continha detalhes de relatos sobre OVNI e vítimas das luzes, colhidos com a médica do posto de saúde e com o pároco de Colares, e com o prefeito de Vigia. Acusou a imprensa de fazer exploração do assunto. Terminou informando que o I COMAR continuaria as investigações.[carece de fontes?]

## Período entre missões

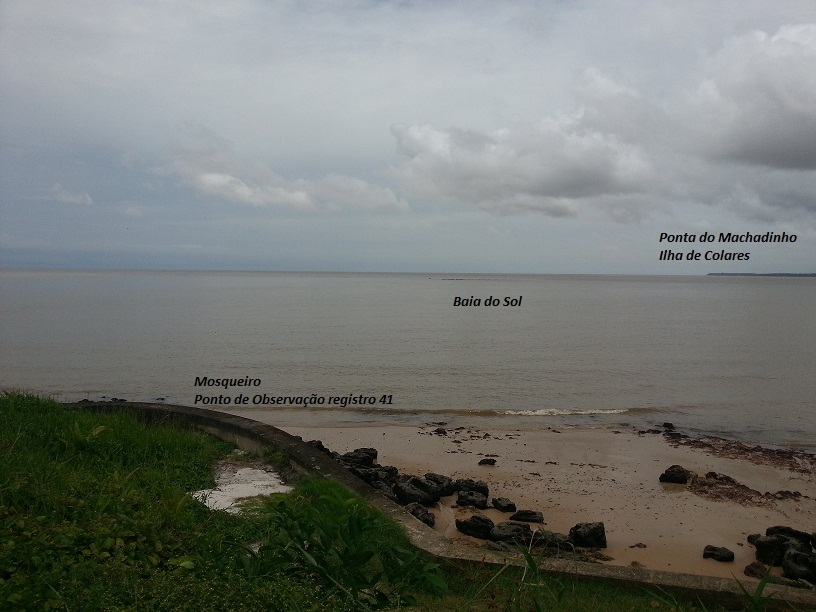
Mosqueiro, Baía do Sol — local dos registros 39, 40 e 41 do Registro de Observações de OVNI do I COMAR.

Entre o fim da 1ª missão e o início da 2ª missão, entre 11 e 25 de novembro, não constam nos documentos oficiais e vazados nenhum registro militar caracterizado como observação de uma Equipe A2, mas sim de alguns relatos de civis ou civis acompanhados de militares. Em especial no dia 22 de novembro o sargento Flávio Costa da 2ª Seção do I COMAR, o piloto civil Ubiratan Pinon Frias, íntimo colaborador de Flávio e Hollanda, e duas acompanhantes, fazem uma vigília noturna na Ilha do Mosqueiro na Baía do Sol, com vista da ilha de Colares e da Ponta do Machadinho, onde uma série de observações de impressionantes manobras aéreas são descritas. Constam do documento resumo do I COMAR Registro de Observações de OVNI, números 39, 40 e 41. Outras informações detalhadas desse dia foram registradas em relatório produzido por Flávio para o I COMAR. Flávio produziu ao menos outros quinze relatórios desse tipo, chamados de extras, entre 1977 e 1978.[carece de fontes?]

## Segunda Missão Militar: 25 de novembro a 5 de dezembro de 1977
Essa foi mais curta, durando apenas 11 dias: de 25/11 a 05/12. Inicialmente com um chefe de equipe do Centro de Informações de Segurança da Aeronáutica – CISA, vindo de Brasília, ligando assim o Gabinete do Ministro da Aeronáutica a Operação Prato.
Às 22h00min do dia 25/11 chegam a Colares. A equipe fica concentrada na Sede do município durante toda a missão, não sendo informadas incursões a outras localidades. Isso explica o rol de observações dessa equipe: 2 em Penha Longa, local da travessia de balsa entre o município de Vigia e Colares, observado durante a viagem com destino a Sede, e 34 em Colares. Também colheram uma série de relatos de informantes, mas dessa vez tratava-se de observações de corpos luminosos, sem ataques de raios nem do chupa-chupa. No dia 29 de novembro o capitão Hollanda chega a Colares e assume a missão.[carece de fontes?]

### Algumas observações militares
27 de novembro de 1977 – 19h10min – Município de Colares
Dois corpos luminosos amarelos claros cruzaram o céu a 6.000 m de altitude e velocidades superiores a 600 km/h. No centro da abóbada celeste um deles efetuou uma curva fechada de 360º, em seguida retomou o rumo original.
28 de novembro de 1977 – 19h05min – Município de Colares
Dois corpos luminosos amarelos claros cruzaram o céu a 4.000 m de altitude e velocidades supersônicas rumo noroeste/sudeste. Depois efetuaram uma curva, voltando para o norte.

### Um objeto sobre agentes do SNI
O coronel Hollanda, tanto na entrevista dada a Revista UFO em 1997, quanto na palestra que proferiu na Associação Fluminense de Ufologia em setembro de 1997, com pontuais diferenças, revelou que ele e sua equipe, junto a agentes do extinto Serviço Nacional de Informações - SNI, em vigília noturna na Baía do Sol, observaram um OVNI em forma de disco, de cerca de trinta metros de diâmetro, estando a cerca de duzentos metros de altura, posicionado bem acima de todos eles. Hollanda o descreveu tendo a parte de baixo negra com uma luz âmbar no centro. Em seguida começou a emitir lampejos de luz amarela para baixo, exatamente sobre o grupo, mudando a cor da luz para azul, desaparecendo em seguida em alta velocidade. No livro Corpos Luminosos de 2014, foram analisados todos os registros lançados no documento oficial do I COMAR Registros de Observações de OVNI ocorridos na Baía do Sol e na presença do coronel Hollanda. O autor defende que há somente um registro, de número 58, que atende razoavelmente as condições relatadas por Hollanda.[carece de fontes?]
A presença de agentes do SNI durante vigílias da Operação Prato foi confirmada no livro Discos Voadores na Amazônia: A Operação Prato, publicado em 2016 por Jorge Bessa, ex-coordenador da Subsecretaria de Inteligência da Presidência. Jorge Bessa trabalhou na Agência do SNI em Belém e esteve presente em uma das vigílias com surgimento de OVNI na Baía do Sol. Nessa observação não estava presente o coronel Hollanda, mas sim o sargento Flávio Costa, mais outro sargento e quatro agentes do SNI. O evento é descrito como uma bola esferoidal luminosa que surgiu sobre suas cabeças, como uma grande lua cheia, logo desaparecendo, ressurgindo muito próximo do local, repetindo esse movimento mais duas vezes. Depois, em velocidade vertiginosa seguiu em direção a Colares.

## Outras missões – Dezembro de 1977

### Rio Guajará – Ananindeua
Após o término da segunda missão militar no dia 05 de dezembro de 1977, houve outras missões específicas para investigação dos OVNIs. Uma delas foi deflagada após informações de um OVNI observado no Rio Guajará, município de Ananindeua, que teria pairado sobre um jirau, que é uma plataforma armada entre galhos de uma árvore, onde estava um caçador de tocaia. Desse objeto se abriu uma porta em seu fundo e saiu um humanoide voador com uma luz vermelha em uma das mãos, como a inspecionar o jirau, sendo que o caçador havia escapulido para a mata. Uma equipe da 2ª Seção chefiada pelo coronel Hollanda realizou uma vigília que começou ao entardecer, nas proximidades do local do evento envolvendo o humanoide, e fizeram algumas observações de OVNIs. Foi observado por duas vezes um OVNI no formato de bola de futebol americano, com cerca de 100 metros de ponta a ponta, cravado de janelinhas e parecendo um zepelim. Na última observação do objeto ele se posicionou verticalmente a uma distância de 70 metros do grupo, emitindo uma intensa luz azul, mas sem prejudicar a visão. Depois de cerca de seis minutos se elevou lentamente até as nuvens e após um estrondo disparou em velocidade e desapareceu no céu.

### Fazenda Jejú
No dia 16 de dezembro de 1977, uma equipe de agentes da 2ª Seção dirigiu-se à Fazenda Jejú, no município de São Domingos do Capim, para investigar fatos narrados pelo proprietário sobre estranhos buracos no solo, dispostos em uma área grosseiramente circular. Os agentes confirmaram a existência dos buracos, constataram que a terra em seu interior estava compactada, realizaram medições e tiraram fotografias.
Durante a madrugada de 17 de dezembro, realizaram uma vigília na fazenda, quando observaram um corpo luminoso que iniciou uma descida dos 4.000 metros para cerca de 70 metros de altitude e 100 metros de distância, deslocando-se pela fazenda a baixa altura e executando manobras não convencionais.[carece de fontes?] Segundo o relatório dos agentes:   
"Corpo luminoso, deslocando-se a baixa altura (400 m), no sentido Noroeste para Sudeste, ficou parcialmente encoberto pelas árvores; a equipe deslocou-se na viatura para o ramal principal, a fim de melhor observar e fotografar; o objeto baixava sobre a piçarreira; ao atingir a altura estimada de 70 m, movimenta-se girando sobre seu eixo vertical, como se fosse um pião. Sua coloração amarelo-avermelhada mudava constantemente para uma tonalidade mais cinza (branco-azulada) e de brilho muito intenso; não chegou a pousar, ondulando iniciou um movimento ascendente, não muito acentuado, aumentando sua velocidade e intensidade luminosa, passando por várias tonalidades do azul ao vermelho, até desaparecer por interposição das árvores."[carece de fontes?]
Dias depois, à meia-noite do dia 20 de dezembro, duas equipes de agentes, comandadas pelo chefe do SNI da Agência de Belém, realizaram duas vigílias: uma na Fazenda Jejú e outra na área da piçarreira. Nessa ocasião, registraram duas observações de corpos luminosos a média distância (1.500–4.000 m).[carece de fontes?]
Essas observações militares entre 16 e 20 de dezembro foram lançadas no documento oficial Registros de Observações de OVNI, registros números 75, 76, 77 e 78.

## Depoimentos de militares
Coronel Camillo, Comandante da OP
- Entrevista do tenente-coronel Camillo Ferraz de Barros, chefe da 2ª Seção do I COMAR.[carece de fontes?]

Coronel Uyrangê Hollanda, Chefe Operacional da OP
- Relatos a Bob Prat em 1981, publicada no livro Perigo Alienígena no Brasil - Perseguições, Terror e Morte no Nordeste.[47]
- Reportagem exibida no Fantástico - O Show da Vida, TV Globo, em 20/07/1997, disponível no Youtube.
- Entrevista a Ademar José Gevaerd e Marco Antônio Petit da Revista UFO em agosto de 1997.[42]
- Entrevista a Marco Antônio Petit em agosto de 1997, disponível no Youtube.
- Conferência pública na Associação Fluminense de Ufologia - AFEU em 07 de setembro de 1997.[43][48]

Suboficial Moacir Neves de Almeida, agente da OP

- Entrevista do suboficial Almeida, codinome Luciano, agente de campo da Operação Parto.[carece de fontes?]

Tenente-coronel Dr. Póvoa, médico da OP
- Entrevista do tenente-coronel médico Dr. Pedro Ernesto Póvoa, médico psiquiatra do Hospital da Aeronáutica em Belém no ano de 1977 e que investigou pelo I COMAR os supostos ataques do chupa-chupa em Colares e região.[carece de fontes?]

## Lendas urbanas
No dia 25 de junho de 1978, o jornal O Estado do Pará publicou uma notícia sobre eventos ocorridos com uma equipe de reportagem na Baía do Sol, no distrito de Ilha de Mosqueiro, durante a madrugada do dia 24 de maio de 1978. Um foco de luz despertou os repórteres que estavam abrigados no carro por causa da chuva. Essa luz teria atravessado a estrutura de metal do automóvel. Ao saírem para observar viram "(...) que um foco de luz em forma de tubo, com cerca de 10 polegadas de diâmetro, era dirigido do alto sobre o teto do carro, ultrapassando a chapa metálica. (...)".
Daniel Rebisso Giese, em seu livro Vampiros Extraterrestres na Amazônia, entrevistou o jornalista Biamir Siqueira e o fotografo José Ribamar, personagens da notícia do jornal O Estado do Pará. Ribamar confirmou parte da história "(...) fomos acordados por um intenso clarão de cor azulada, tendendo para o cinza. Sentimos um forte impacto, como se aquela luz tivesse força. Saímos do carro imediatamente e pudemos ver uma nave sobrevoando o local. Deveria estar a uns 20 metros der altura e logo recolheu seu feixe luminoso, desaparecendo em seguida. (...)". 
Giese declara que a reportagem do O Estado do Pará deveria ser corrigida. A reportagem afirma ainda que, naquela noite, foram feitas várias fotos do encontro. Entretanto, segundo Giese, Ribamar declarou não ter tirado nenhuma foto, devido à surpresa e à intensidade de suas emoções.

## Podcast
Em 2024, o podcast Operação Prato, produzido por Andrei Fernandes e Ivan Mizanzuk e transmitido pela TV Globo, cruzou informações do Arquivo Nacional com relatos de testemunhas e reportagens jornalísticas. A investigação revelou que, até 2005, todos os registros documentais da incursão, incluindo inéditos, estavam na base do Comando Aéreo em Brasília.